# Byasanagar
Byasanagar é uma cidade e um município no distrito de Jajapur, no estado indiano de Orissa.

## Demografia
Segundo o censo de 2001, Byasanagar tinha uma população de 37,609 habitantes. Os indivíduos do sexo masculino constituem 53% da população e os do sexo feminino 47%. Byasanagar tem uma taxa de literacia de 73%, superior à média nacional de 59.5%; a literacia no sexo masculino é de 79% e no sexo feminino é de 66%. 11% da população está abaixo dos 6 anos de idade.